# Daniel Emilfork
Daniel Emilfork-Berenstein (Providencia, 7 aprile 1924 – Parigi, 17 ottobre 2006) è stato un attore cileno naturalizzato francese.

## Biografia
Daniel Emilfork-Berenstein nacque a Providencia, in Cile, figlio di immigrati ebrei ucraini originari di Kiev ed entrambi comunisti. All'età di 25 anni decise di lasciare il Cile a causa del violento clima omofobico all'interno del paese e di stabilirsi in Francia. Prolifico caratterista specializzato in ruoli di ambigui villain, morì il 17 ottobre 2006 a Parigi, all'età di 82 anni.

## Filmografia parziale
- Ragazze folli (Futures Vedettes), regia di Marc Allégret (1955)
- Frou-Frou, regia di Augusto Genina (1955)
- Notre-Dame de Paris, regia di Jean Delannoy (1956)
- Un colpo da due miliardi (Sait-on jamais...), regia di Roger Vadim (1957)
- Le spie (Les Espions), regia di Henri-Georges Clouzot (1957)
- Una parigina (Une Parisienne), regia di Michel Boisrond (1957)
- Il commissario Maigret (Maigret tend une piège), regia di Jean Delannoy (1958)
- I giorni dell'amore (Goha), regia di Jacques Baratier (1958)
- Senza famiglia (Sans famille), regia di André Michel (1958)
- I centauri (Les Motards), regia di Jean Laviron (1959)
- Rififi fra le donne (Du rififi chex les femmes), regia di Alex Joffé (1959)
- Schiave bianche (Le Bal des espions), regia di Michel Clément, Umberto Scarpelli (1960)
- Il trionfo di Michele Strogoff (Le triomphe de Michel Strogoff), regia di Viktor Tourjansky (1961)
- La poupée, regia di Jacques Baratier (1962)
- Jeff Gordon, il diabolico detective (Des frissons partout), regia di Raoul André (1963)
- Segretissimo spionaggio (Ballade pour un voyou), regia di Claude-Jean Bonnardot (1963)
- OSS 117 segretissimo (OSS 117 se déchaîne), regia di André Hunebelle (1963)
- Il castello in Svezia (Château en Suède), regia di Roger Vadim (1963)
- La spia che venne dall'ovest (Agent spécial à Venise), regia di André Versini (1964)
- Ciao Pussycat (What's New Pussycat), regia di Clive Donner, Richard Talmadge (1965)
- S.S.S. sicario servizio speciale (The Liquidator), regia di Jack Cardiff (1965)
- Lady L, regia di Peter Ustinov (1965)
- L'or du duc, regia di Jacques Baratier (1965)
- Trans-Europ-Express, regia di Alain Robbe-Grillet (1966)
- La vergine di Shandigor (L'Inconnu de Shandigor), regia di Jean-Louis Roy (1967)
- La terrificante notte del demonio (La plus longue nuit du diable), regia di Jean Brismée (1971)
- In viaggio con la zia (Travels with My Aunt), regia di George Cukor (1972)
- Il Casanova di Federico Fellini, regia di Federico Fellini (1976)
- Qualcuno sta uccidendo i più grandi cuochi d'Europa (Who Is Killing the Great Chefs of Europe?), regia di Ted Kotcheff (1978)
- Due ore meno un quarto avanti Cristo (Deux heures moins le quart avant Jésus-Christ), regia di Jean Yanne (1982)
- La belle captive, regia di Alain Robbe-Grillet (1983)
- Pirati (Pirates), regia di Roman Polański (1986)
- La città perduta (La cité des enfants perdus), regia di Jean-Pierre Jeunet e Marc Caro (1995)

## Doppiatori italiani
- Oreste Lionello in Il castello in Svezia, Il Casanova di Federico Fellini
- Augusto Marcacci in Frou-Frou
- Renato Turi in Il trionfo di Michele Strogoff
- Carlo Baccarini in La città perduta